# St.-Marien- und St.-Nikolai-Friedhof I

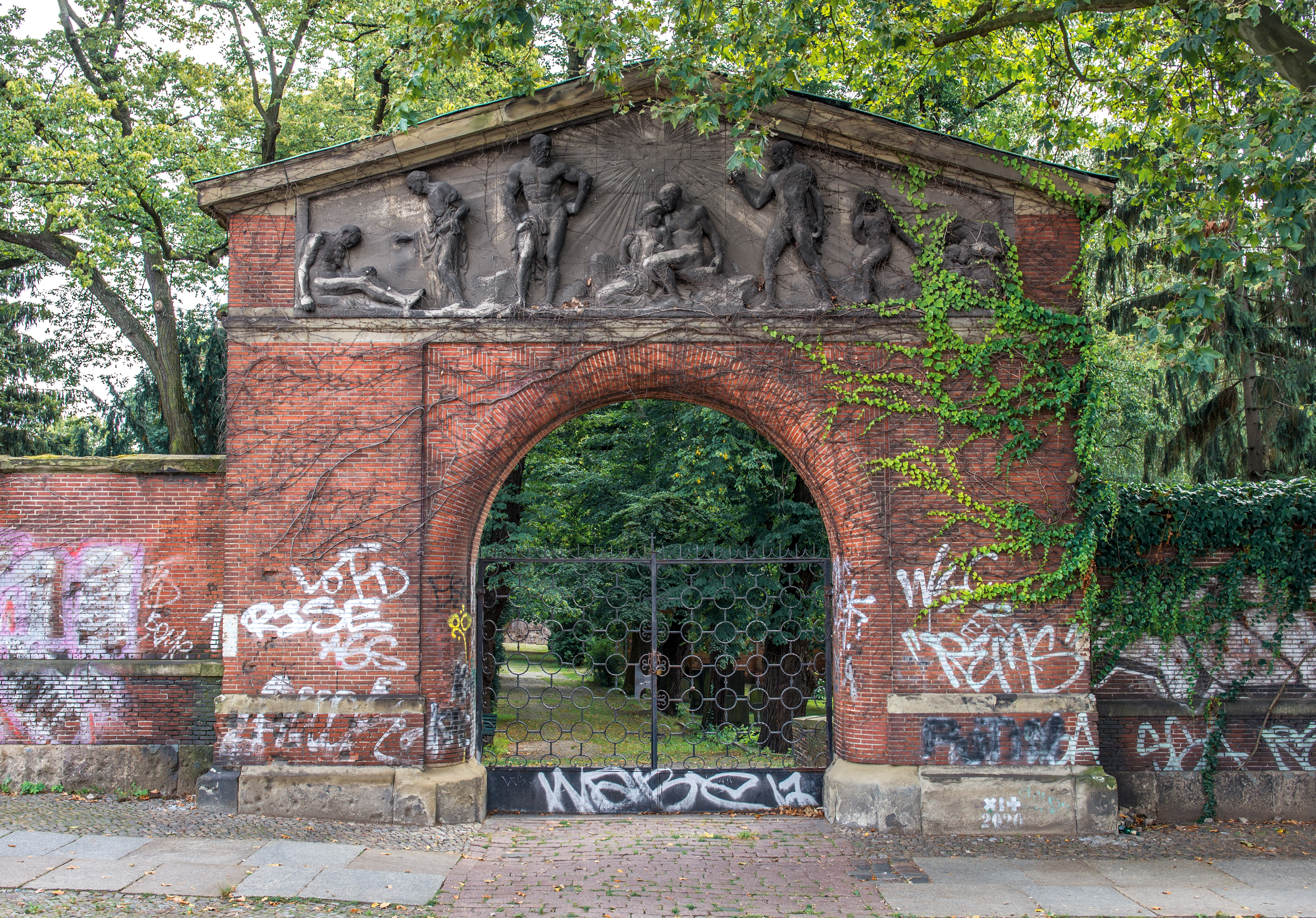
Entrada principal com relevo de Ernst Wenck

O St. Marien- und St. Nikolai-Friedhof I (também Alter Friedhof der St.-Nikolai- und St.-Marien-Gemeinde) é um cemitério na Prenzlauer Allee Nr. 1 no bairro Prenzlauer Berg no Distrito de Pankow, Berlim.

## História
|                          |  |  |
| Capela neogótica de 1863 |  |  |

O cemitério foi aberto pela comunidade da Igreja de Santa Maria de Berlim (Marienkirche) e da Igreja de São Nicolau (Nikolaikirche) na Prenzlauer Tor dentro do Berliner Zollmauer em 27 de julho de 1802 e aumentado em 1814 e 1847 – para no total 35.400 m². Em 1858 um novo terreno foi adquirido próximo à Prenzlauer Allee Nr. 7, onde está o Neuer Friedhof St. Marien-St. Nikolai.

## Sepultamentos notáveis
(* = Ehrengrab da cidade de Berlim)
- Bernhard Rode (1)* (1725–1797), pintor

Mapa (os números estão entre parênteses após o nome)

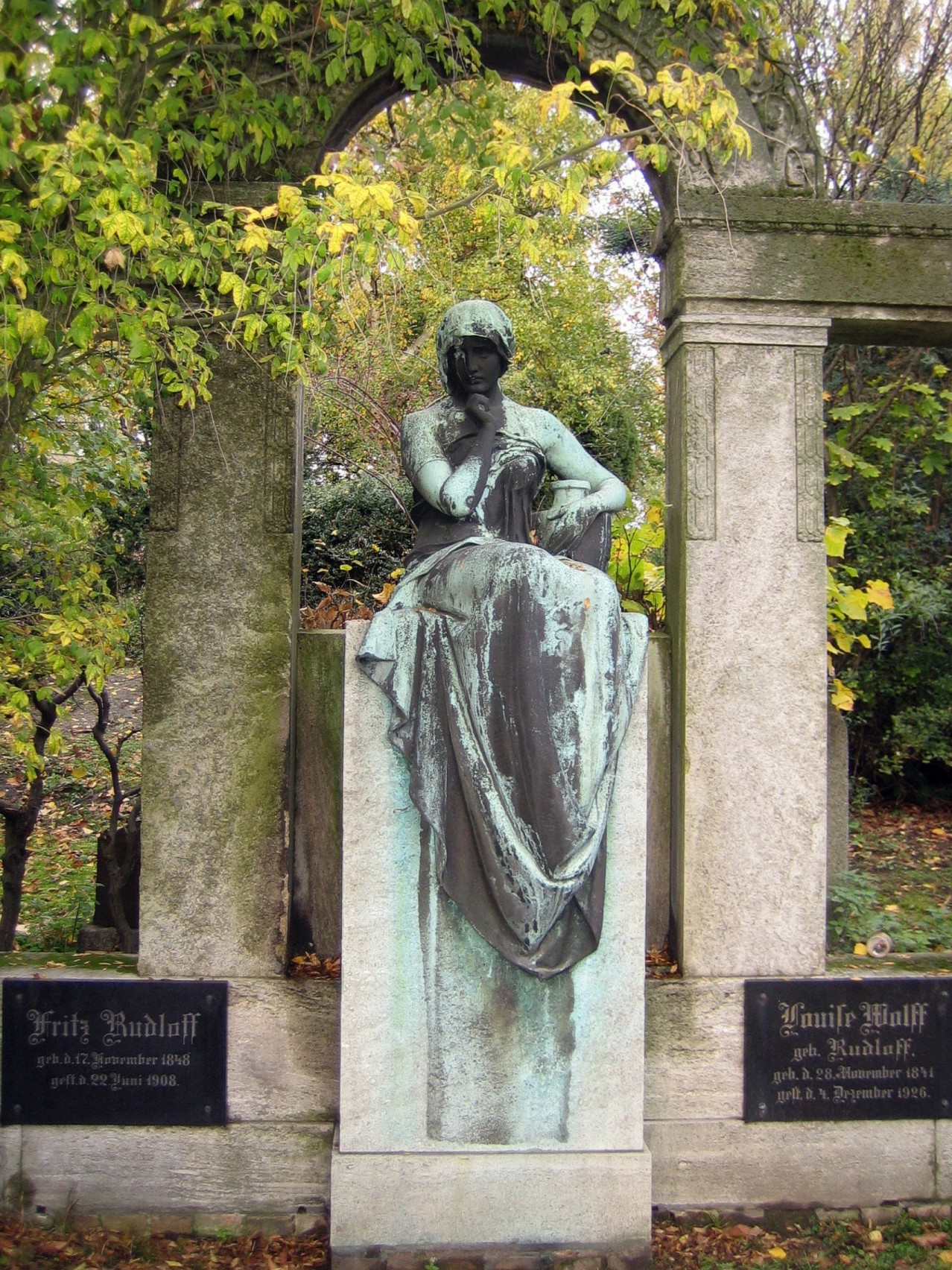
Sepultura das famílias Rudloff e Wolff, escultura de Hans Dammann

- Christian Johann Richter (2) (1743–1814) (sepultura da família Richter, sepultura mais antigae)
- Franz Daniel Friedrich Wadzeck (3) (1762–1823), professor
- Konrad Gottlieb Ribbeck (4)* (1759–1826), teólogo
- Gotthilf Benjamin Keibel (5) (1770–1835), militar
- Friedrich Gottlieb von Halle (6) (1780–1841), banqueiro, sepultura de 1819
- Theodor Heinsius (1770–1849), pedagogo
- Karl Ludwig Friedrich von Hinckeldey (7)* (1805–1856), policista (busto de Friedrich Wilhelm Holbein)
- Carl Friedrich Wilhelm Knoblauch (8) (1793–1859), fabricante de seda
- Ludwig Jonas (9)* (1797–1859), pregador
- Carl Ritter (10) (1779–1859), geógrafo
- Heinrich Wilhelm Keibel (11) (1792–1860), fabricante de sabão
- Eduard Knoblauch (12)* (1801–1865), arquiteto
- Karl Wilhelm Kläden (13) (1802–1867), pregador
- Karl Immanuel Nitzsch (14) (1787–1868), Propst em St. Nikolai
- Christian Wilhelm Brose (15) (1781–1870), banqueiro
- Johann Julius Wilhelm Spindler (16) (1810–1873), empresário
- Gustav Rose (17) (1798–1873), mineralogista
- Christian Gottfried Ehrenberg (18)* (1795–1876), zoólogo
- August Wilhelm Bach (1796–1869), compositor
- Heinrich Wilhelm Dove (19)* (1803–1879), físico e meteorologista
- Julius Müllensiefen (20) (1811–1893), pregador em St. Marien
- Friedrich Hofmann (1820–1895), diretor do ginásio Grauen Kloster
- Alfred Boretius (21) (1836–1900), jurista
- Carl Spindler (16)* (1841–1902), empresário
- Bruno Brückner (22) (1824–1905), probst
- Heinrich Siegmund Blanckertz (23) (1823–1908), empresário
- Ludwig Wessel (24) (1879–1922), pastor evangélico
- Hermann Bauke (25) (1886–1928), professor de teologia em Kiel
- Heinrich Wilhelm Dove (19) (1853–1931), jurista
- Rudolf Blanckertz (26) (1862–1935), fabricante de canetas, fundador do Schriftmuseum
- Wilhelm Haendler (27) (1863–1938), superintendente geral de Berlim
- Reinhold von Sydow (1851–1943), ministro prussiano
- Franz Mett (1904–1944), comunista
- Fritz Mierau (1934–2018), eslavista

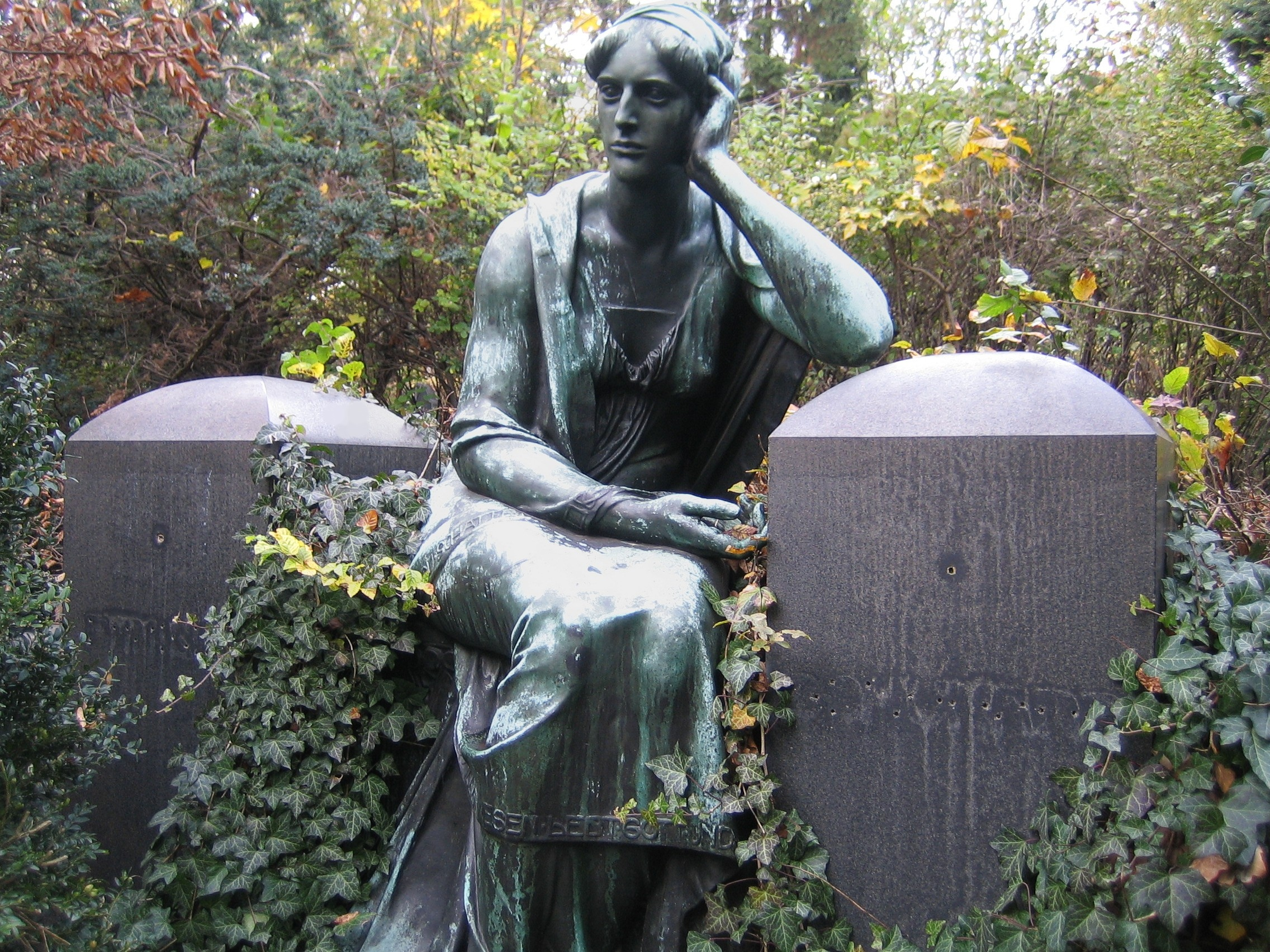
Sepultura da família Schumann-Recke, escultura de Otto Stichling, ca. 1906
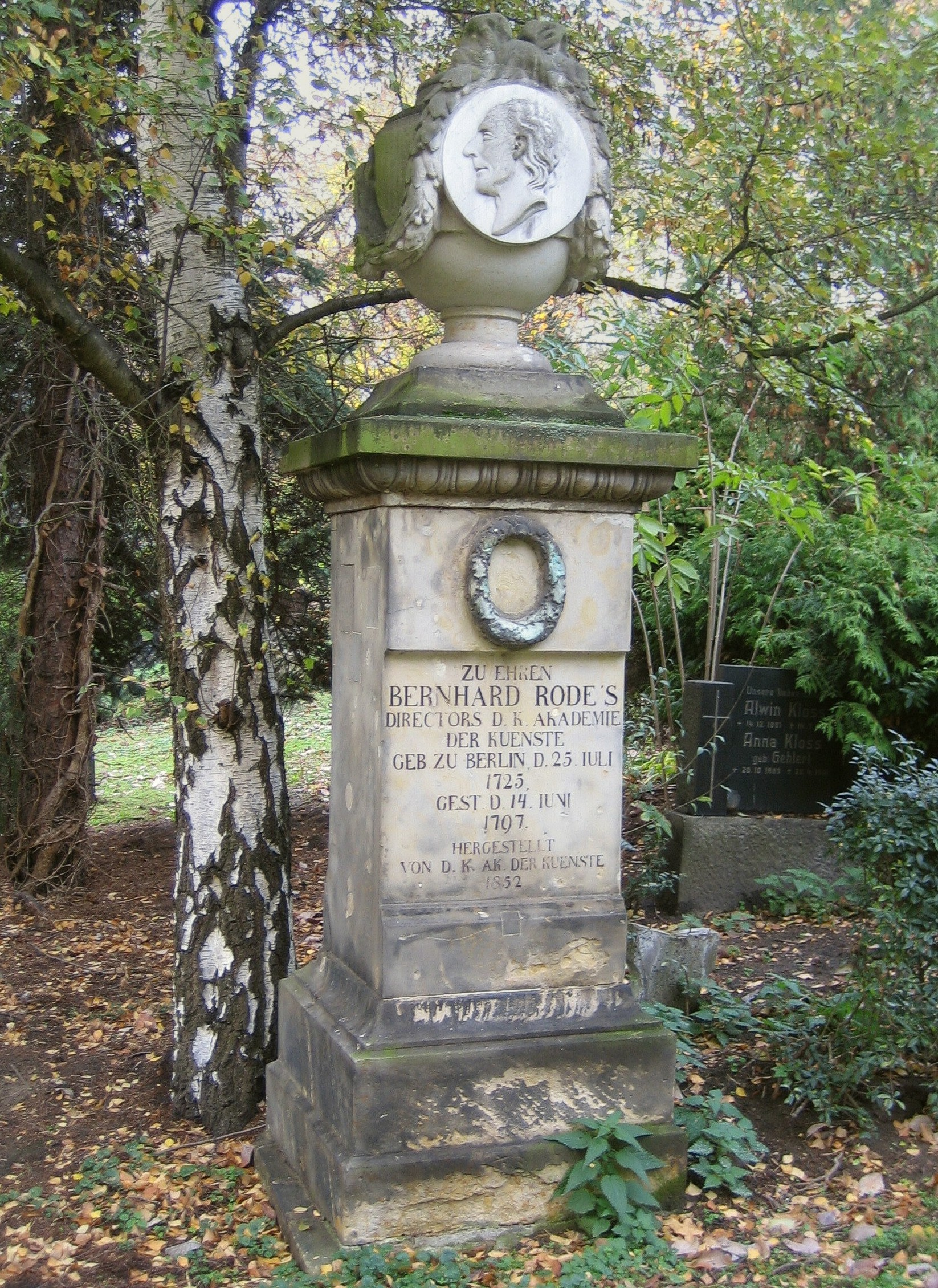
Sepultura de Bernhard Rode
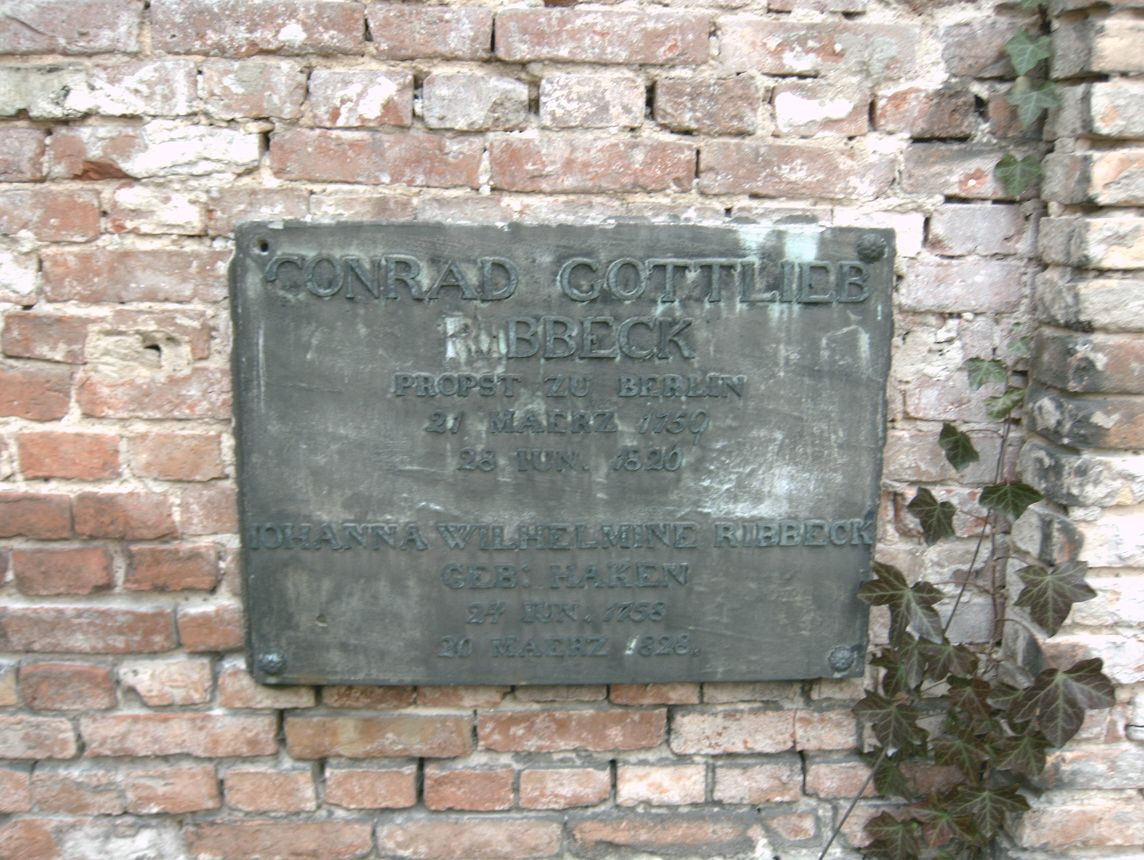
Placa para Konrad Gottlieb Ribbeck, Propst de Berlim
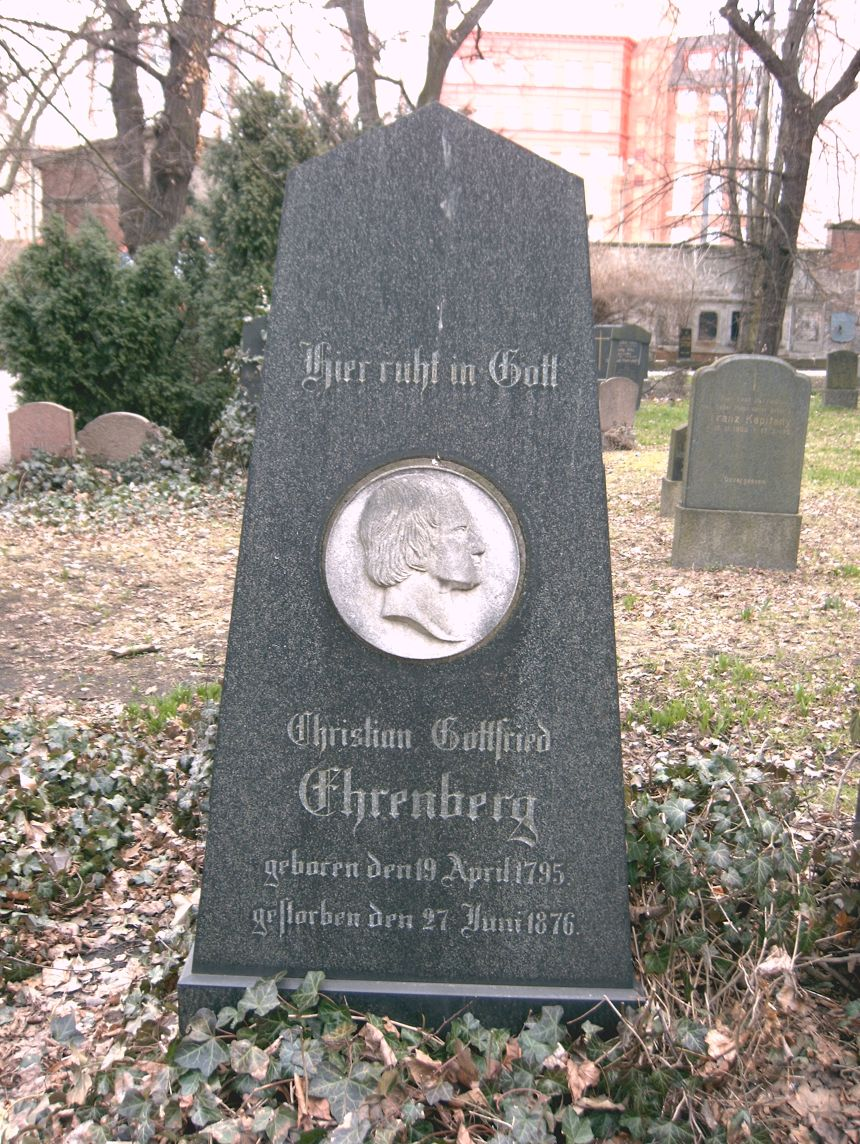
Grabmal Christian Gottfried Ehrenberg
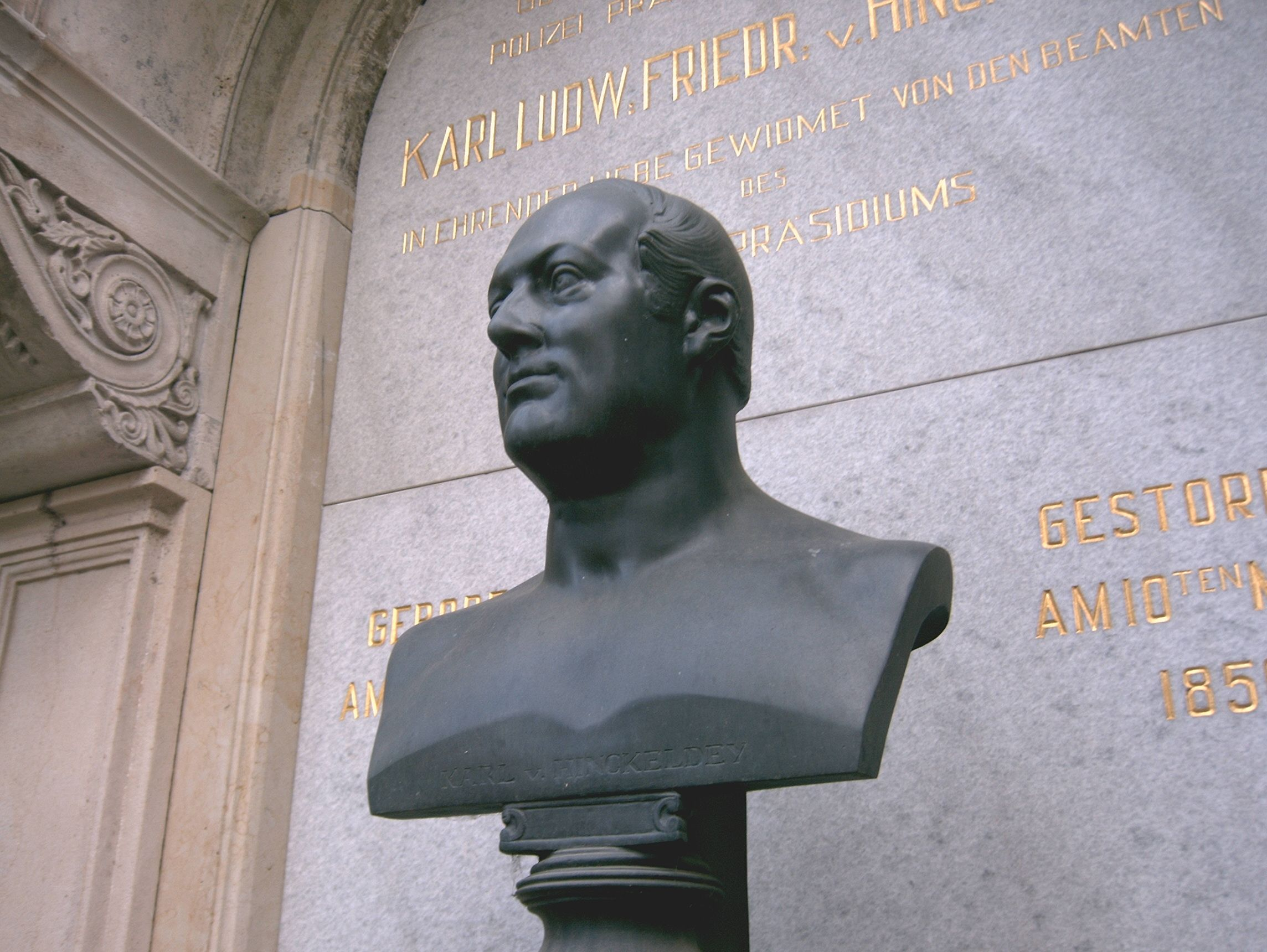
Sepultura de Karl Ludwig Friedrich von Hinckeldey

## Sepulturas de interesse arquitetônico
- Mausoléu da família Hildebrand (40), errichtet 1851
- Mausoléu da família Leo (41), construído em 1851
- Mausoléu da família Kux (42), construído em 1871, restaurado em 1993
- Wandgrab der Familie Franz in Form eines Portals (43), erstes Erbbegräbnis 1862
- Sepultura de Kurt Ackermann com a estátua "Flora" em mármore por Wilhelm Wandschneider, 1902
- Sepultura Schumann-Recke mit überlebensgroßer Trauernder von Otto Stichling (44), um 1906

## Ehemalige Grabstätten
- Friedrich Gedike (1754–1803), pedagogo
- Gustav Köpke (1773–1837), pedagogo
- Johann Joachim Bellermann (1754–1842), teólogo
- Heinrich Rose (1795–1864), descobridor do nióbio
- August Wilhelm Bach (1796–1869), compositor e organista
- Carl Siechen († 1869), gastrônomo, fundador da Bierhaus Siechen
- Adolph Friedrich Riedel (1809–1872), arquivista e historiador
- Johann Friedrich Bellermann (1795–1874), filólogo e pedagogo
- Johann Christian Poggendorff (1796–1877), físico
- Johann Gustav Stahn (1806–1878), religioso
- Eduard Mandel (1810–1882), gravurista
- Julius Friedländer (1813–1884), numismata
- Max von Forckenbeck (1821–1892), jurista
- Paul Jeserich (1854–1927), químico
- Erich Groschuff (1874–1921), químico

De interesse controverso foi o túmulo de Horst Wessel, que foi destruído logo após o fim da Segunda Guerra Mundial, mas ainda era reconhecível até 2013. Joseph Goebbels remodelou a tumba discreta da família Wessel extensivamente em mármore como um memorial nacional. Seu pai, Ludwig Wessel, que morreu em 1922, foi pastor da paróquia de Nikolai, que depois de 1945 não tinha intenção de renunciar à sepultura de seu antigo pastor. Lembrou assim até 2013 um fragmento de mármore com a inscrição Ludwig W. Em 2000 um auto denominado Antifaschistisches Totengräberkomitee escavou lá e jogou todos os restos encontrados da família Wessel no rio Spree. Segundo a polícia, no entanto, foi escavado apenas superficialmente. Os autores da ação nunca foram identificados. Seu túmulo foi removido do cemitério em junho de 2013, depois de tornar-se um local de peregrinação para os neonazistas desde a queda do muro.